# St. Martin (Bad Kohlgrub)

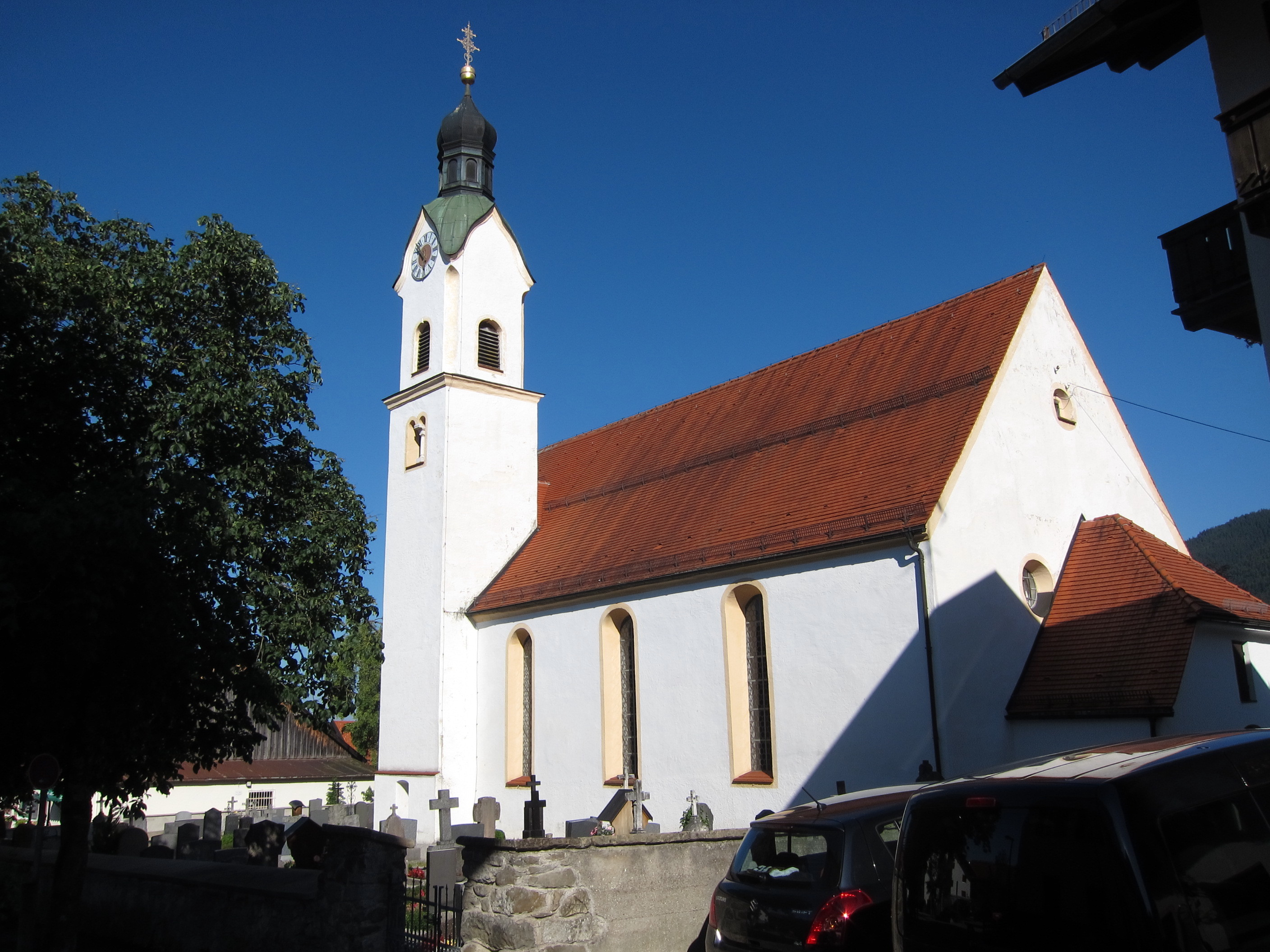
St. Martin in Bad Kohlgrub

St. Martin ist ein Kirchengebäude der römisch-katholischen Kirche in der oberbayerischen Gemeinde Bad Kohlgrub im Landkreis Garmisch-Partenkirchen. Die Kirche ist dem heiligen Martin von Tours geweiht und dient der Pfarrei St. Martin im Pfarrverband Bad Kohlgrub als Pfarrkirche. Das Bauwerk ist als Baudenkmal in die Bayerische Denkmalliste eingetragen.

## Lage
Die Kirche liegt im Ortszentrum von Bad Kohlgrub an der St.-Martin-Straße etwa 100 Meter entfernt von der Hauptstraße. Ihre Orientierung weicht von der idealen Ostung etwa 30° nach Norden ab. Die Kirche ist von einem ummauerten Kirchfriedhof umgeben. Das ebenfalls denkmalgeschützte Pfarrhaus liegt etwa 150 Meter östlich der Kirche an der Hauptstraße.

## Geschichte
Ursprünglich war das 1280 erstmals erwähnte Kohlgrub in die Pfarrei Ammergau inkorporiert, die ab 1295 vom Augustinerchorherrenstift Rottenbuch pfarrlich betreut wurde. Zu dieser Zeit stand wohl nur eine kleine Kapelle. Unter dem aus Saulgrub gebürtigen Rottenbucher Propst Ulrich V. Sturmlein (reg. 1336–1350) wurde der erste Kirchenbau ausgeführt. Von diesem Bau haben sich der massive Turmunterbau mit seinen Biforien sowie vielleicht Teile des Chormauerwerks erhalten. 1517 wurde Kohlgrub von Ammergau abgetrennt und der Rottenbucher Pfarrei zugeschlagen. Im ersten Drittel des 17. Jahrhunderts wurde der bis dahin flache Chor vergrößert und mit einem runden Abschluss mit vier großen Fenstern versehen. Unter dem Rottenbucher Propst Patricius Oswald (reg. 1700–1740) wurde die Kirche 1727–1729 vergrößert und erhielt ihre heutige Gestalt. Das Langhaus sowie Vorzeichen und Sakristei entstanden unter der Ägide von Rottenbucher Klosterbaumeistern. 1734 erreichten die Kohlgruber die Abstellung eines permanent anwesenden Vikars und der Pfarrhof wurde errichtet. 1750–1755 erhielt der Turm seinen heutigen Aufbau. Bis um 1800 war die Ausstattung im Wesentlichen abgeschlossen. Nach der Säkularisation wurde Kohlgrub 1809 zur eigenen Pfarrei erhoben.

## Architektur

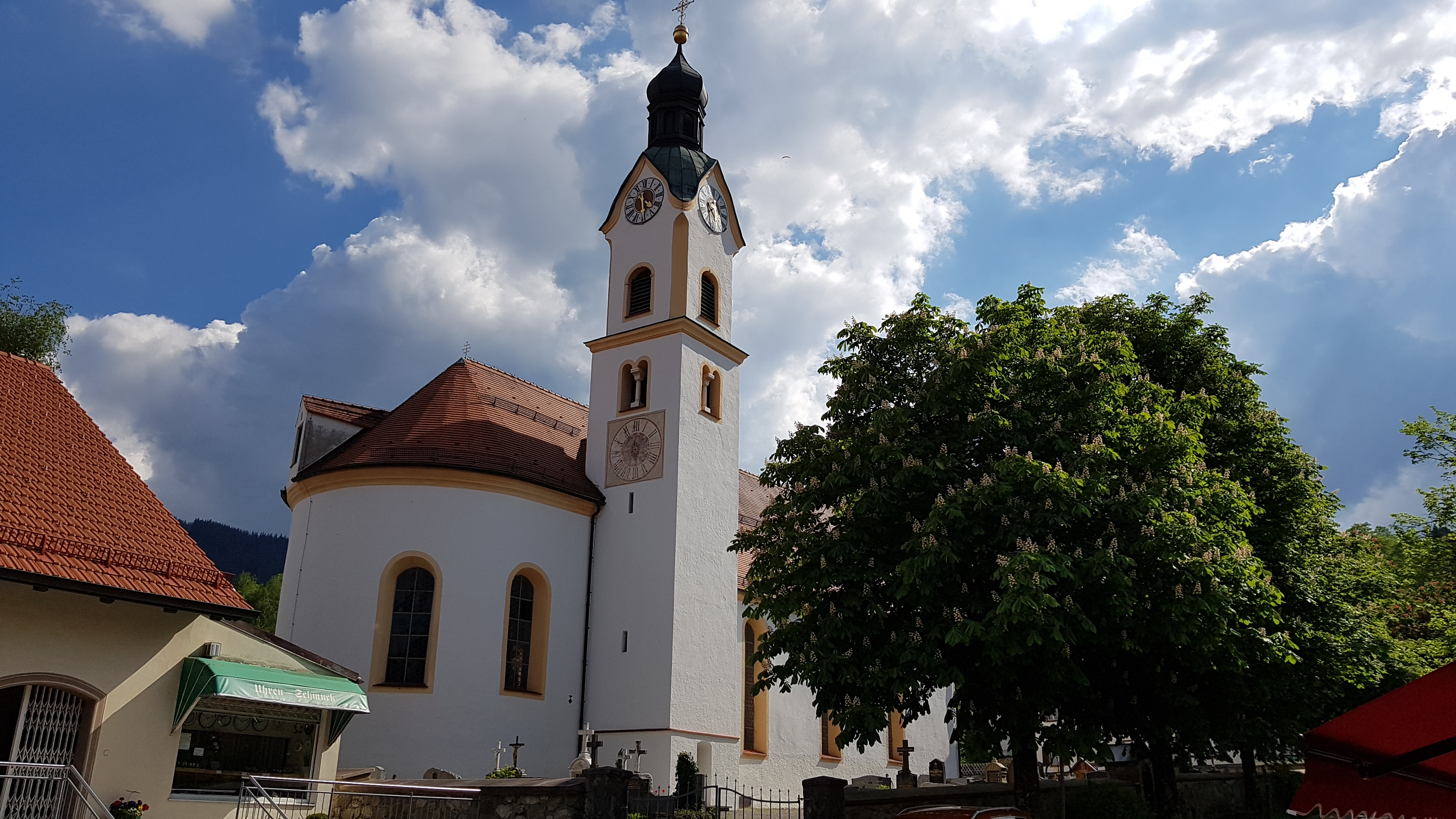
St. Martin von der Dorfstraße gesehen

Die Kirche ist ein einfacher Saalbau mit einer von Stichkappen durchschnittenen Flachtonne. Der eingezogene Chor ist rund geschlossen und besitzt vier große Rundbogenfenster. Das großzügige Langhaus gliedert sich in drei Joche, die durch Gurtbögen voneinander getrennt sind. Diese liegen auf einem mehrfach profilierten Gesims über stuckierten Konsolen auf. Die großen rundbogigen Fenster im Langhaus wurden 1880 ausgebrochen und ersetzten die alten barocken Fenster, die oben und unten rundbogig, von einem Rundfenster bekrönt waren. An der Westseite befindet sich das Vorzeichen, südlich die doppelgeschossige Sakristei.
Der Turm an der Nordostseite ist in der Basis quadratisch, unter dem Gesims öffnen sich nach drei Seiten Biforien. An der Ostseite befindet sich ein freskiertes gotisches Ziffernblatt. Über der Basis erhebt sich der barocke Helm, ebenfalls quadratisch, aber mit eingekehlten Ecken. Zu jeder Seite öffnet sich ein abgerundetes Schallfenster zum Glockenstuhl. Die Nord- und Ostseite tragen ein rundes Ziffernblatt. Die Giebel sind dezent geschwungen. Sie sind als große Aussparungen einer steilen Kuppel zu verstehen. Darüber erhebt sich der oktogonale, von einer Zwiebel abgeschlossene Helm, den ein großes vergoldetes Patriarchenkreuz bekrönt. Diese fein nuancierte, belebte Formensprache erinnert an die Architektur Dominikus Zimmermanns, insbesondere den Kirchturm der Wieskirche.

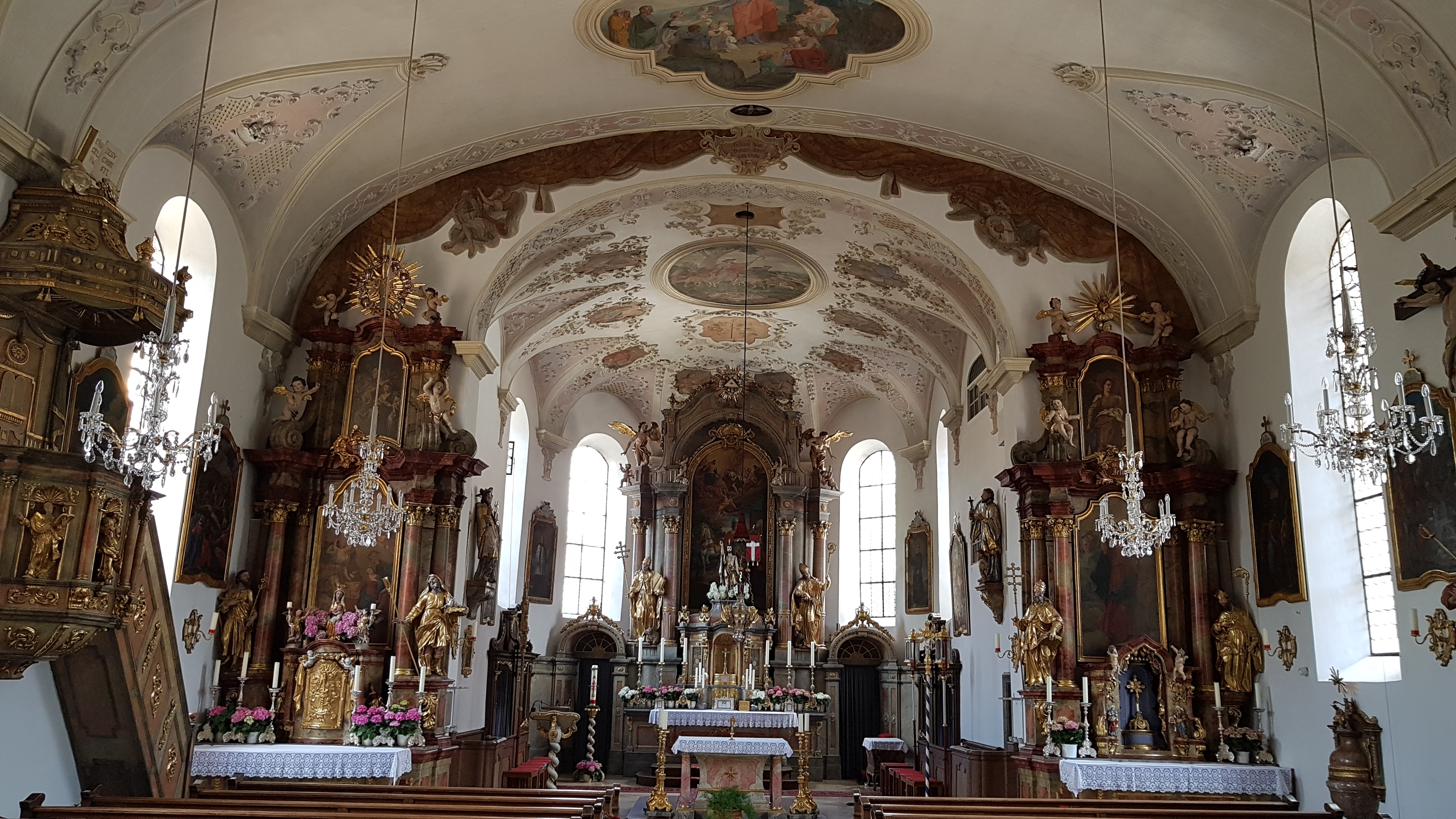
Inneres nach Osten

## Ausstattung
Die Kirchenausstattung erfolgte hauptsächlich in zwei Perioden, dem Frührokoko der Bauzeit und dem klassizistischen Rokoko ab 1780. Der Stuck des Chores ist bauzeitlich und geht auf die Werkstatt des Rottenbucher Klosterbaumeisters Josef Schmutzer zurück. Jener des Langhauses entstand bei der Kirchenrenovierung 1880.

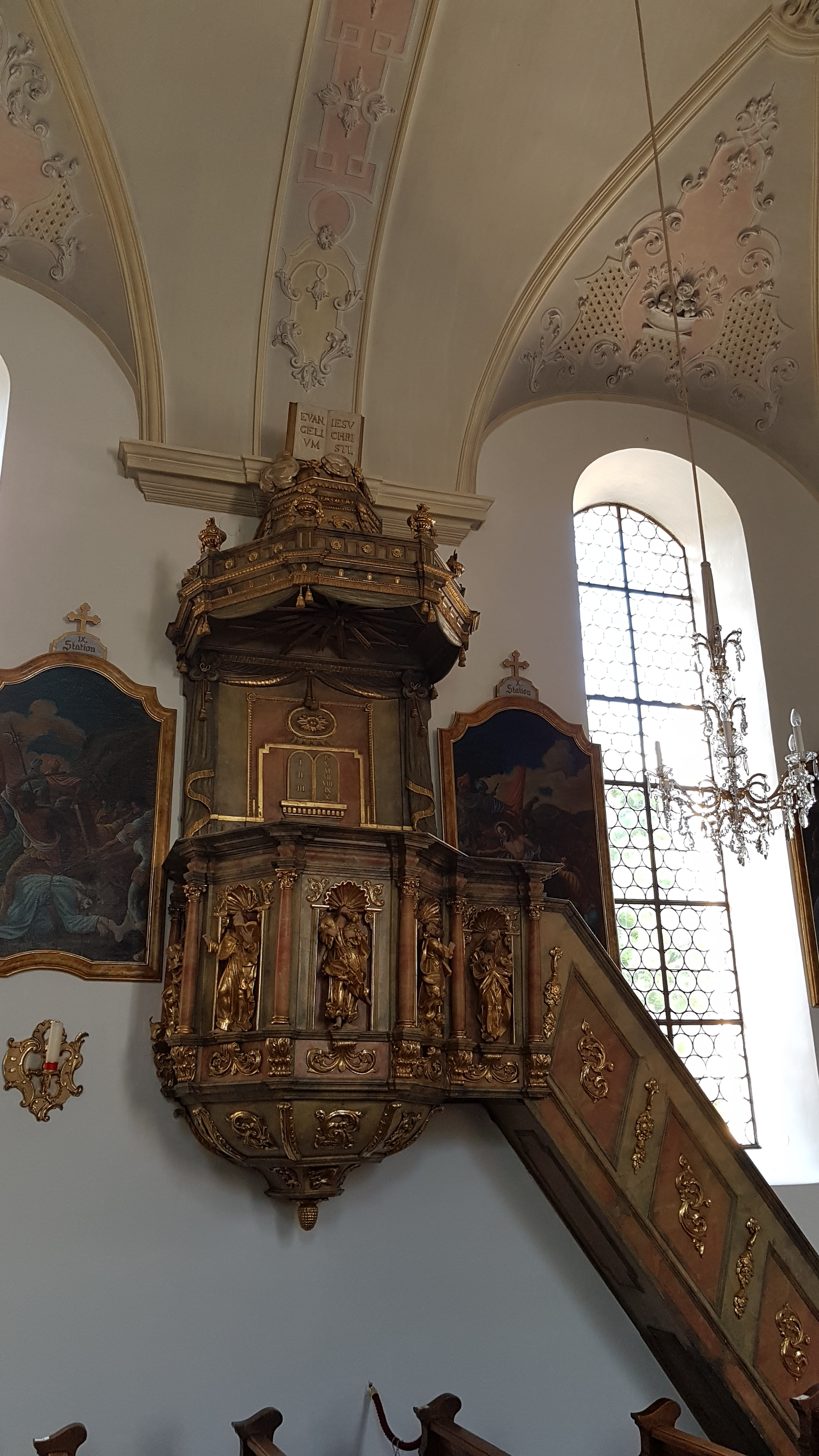
Kanzel des 18. Jh.

Die Ausmalung der Kirche besorgte 1927 die Firma Anton Vitzthum aus Teisendorf. Im mittleren Bildfeld des Chores ist Christus als Guter Hirte der Gemeinde Kohlgrub dargestellt, in den Kartuschen ringsum gruppieren sich Evangelisten und die vier abendländischen Kirchenväter, drei Bildfelder des Langhauses zeigen den fürsorglichen Christus. Das östliche Bild gibt Jesus inmitten der Kinder wieder und illustriert den Bibelvers Lasst die Kinder zu mir kommen (Luk. 18, 16). Das mittlere Bild zeigt die Heilung des seit 38 Jahren Kranken bei Bethesda (Joh. 5,5). Hier wird Christus als das Heil der leiblich Kranken gezeigt. Das Bild über der Orgel zeigt die Salbung Jesu durch Maria von Magdala. Jesus wird hier als Heil der seelisch Kranken dargestellt. Über dem Chorbogen befindet sich eine bauzeitliche gemalte Draperie. Zwei begleitende Engel tragen das Rottenbucher Klosterwappen und das Wappen des Propstes Patricius Oswald.

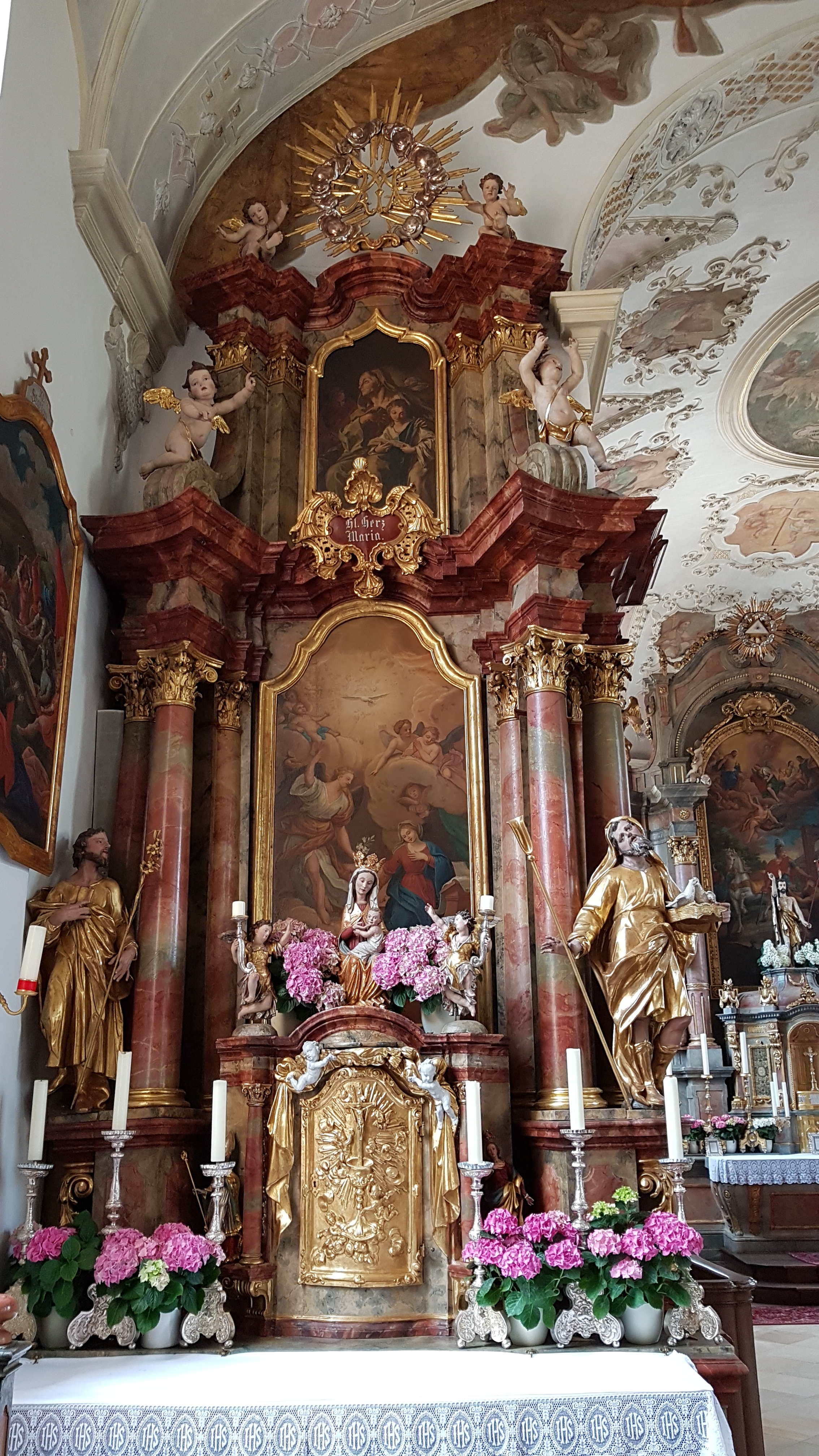
Der Frauenaltar

Die beiden Seitenaltäre sind zur Bauzeit entstanden. Der linke Seitenaltar ist der Mutter Gottes geweiht und trägt eine barocke Verkündigungsdarstellung. Im Auszug ein Bild der hl. Anna. Den Altar flankieren Figuren der Heiligen Joseph und Joachim. Der rechte, ursprünglich dem hl. Kreuz gewidmete Seitenaltar wurde im 19. Jahrhundert zum Herz-Jesu-Altar umgestaltet. Die hl. Helena im Auszug verweist noch auf das Kreuzpatrozinium. Das Altarblatt zeigt das hl. Herz Jesu. Flankiert wird es von den Figuren der Kirchenlehrer Gregor und Augustinus. Mit Ausnahme des Verkündigungsgemäldes stammen sämtliche Bilder der Seitenaltäre aus dem 20. Jahrhundert. Die Figuren lieferte um 1750 Franz Xaver Schmädl.
Der Kanzelkorpus weist noch hochbarocke Formen auf, in Nischen stehen Plastiken der vier Evangelisten sowie Jesu als Guter Hirte. Der Schalldeckel entstammt der zweiten Ausstattungsperiode und weist das Formengut ländlichen Louis-seize-Stils auf. Der Hochaltar ist ebenfalls dieser Zeit zuzuordnen. Der große Rundbogen über dem Altarblatt erinnert an den Ettaler Hochaltar. Das auf 1729 datierte Altarblatt des aus Wildsteig gebürtigen Martin Speer zeigt die Mantelspende des hl. Martin und wurde wie die Assistenzfiguren vom Vorgängeraltar übernommen. In der Himmelsgloriole finden sich Christus, Engel sowie die Rottenbucher Klosterpatrone und Nebenpatrone des Altares, Primus und Felicianus. Der Hochaltar ist ein Wandelaltar, in der Fastenzeit wird eine Ölbergdarstellung des Oberammergauers Franz Seraph Zwinck sichtbar. Den Altar flankieren die Skulpturen des Viehpatrons Sylvester und des Diözesanpatrons Korbinian; beide entstammen der Schmädlwerkstatt. Das Retabel wird dem Kohlgruber Kistlermeister Peter Sam zugeschrieben, auf den die Werke der zweiten Ausstattungsperiode zurückgehen.
Großformatige Kreuzwegbilder des 18. Jahrhunderts schmücken die Wände. Die untere Emporenbrüstung zeigt die Lebensgeschichte des hl. Martin in 14 mit Versen versehenen Ölbildern. Eine Anzahl von Heiligenfiguren des 18.–20. Jahrhunderts zeugen vom Stiftungseifer der Pfarrangehörigen. Hervorzuheben ist die Skulptur des hl. Blasius aus dem weiteren Leinberger-Umkreis unter der Empore. Hier wurde die Figur jedoch stets als hl. Martin verehrt. Im mittleren Joch finden sich zwei Ovalbilder der beliebten Volksheiligen Konrad von Parzham und Therese von Lisieux von Bernhard Otterpohl.

### Glocken
Nach den Verlusten des Zweiten Weltkriegs verblieb der Kirche nur eine Glocke der Zwischenkriegszeit. 1947 weihte Abt Angelus Kupfer vom Kloster Ettal ein neues Geläut aus Euphon-Bronze. Dieses wurde 1968 um die Totenglocke St. Michael erweitert.

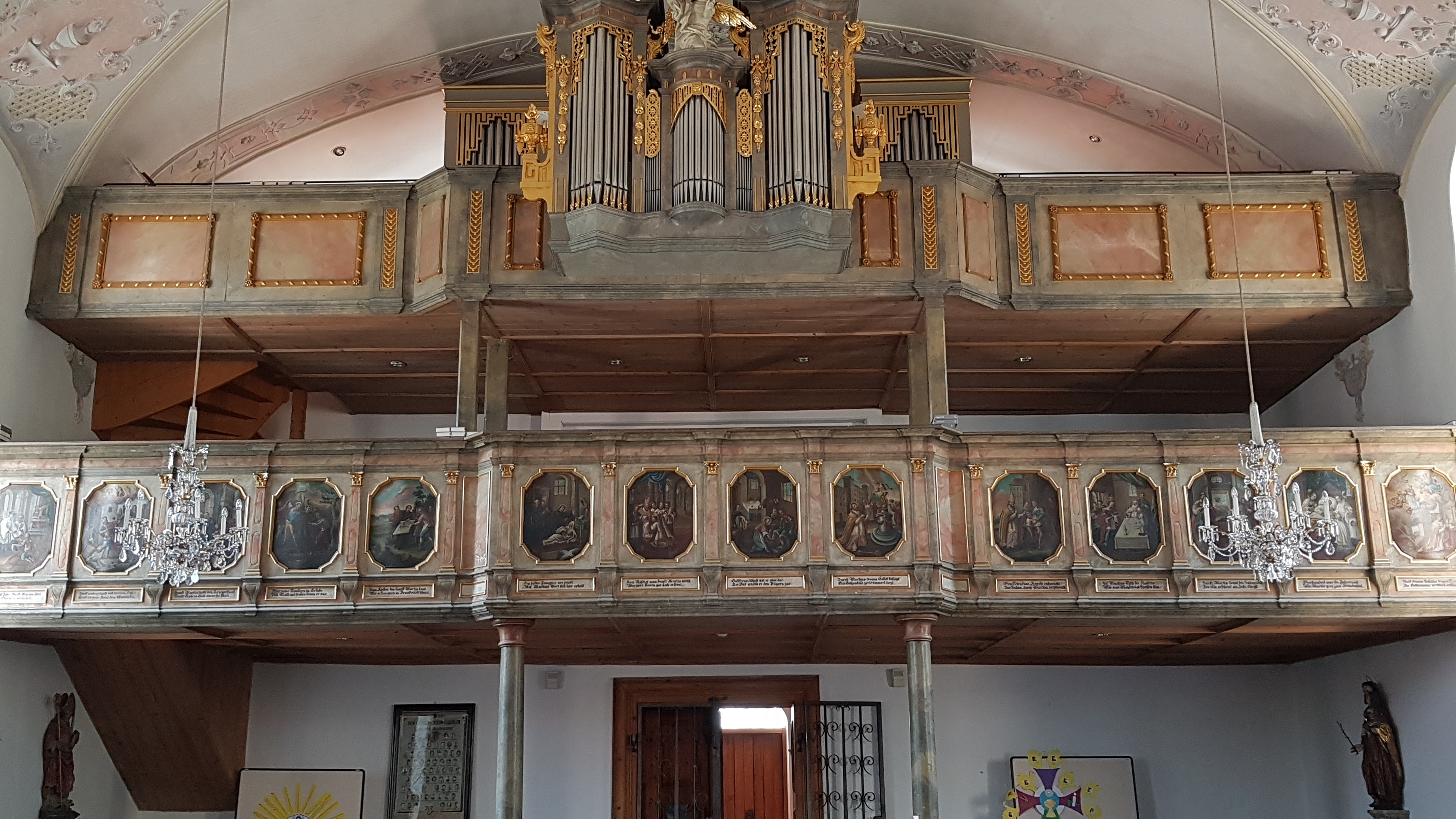
Blick nach Westen zur Orgel

| Nr. | Name        | Schlagton | Gussjahr | Gießerei             | Gewicht |
| --- | ----------- | --------- | -------- | -------------------- | ------- |
| 1   | St. Martin  | es′       | 1947     | Hamm Regensburg      | 1235 kg |
| 2   | St. Anna    | g′        | 1947     | Hamm Regensburg      | 620 kg  |
| 3   | St. Joseph  | b′        | 1947     | Hamm Regensburg      | 360 kg  |
| 4   | St. Barbara | c′′       | 1923     | Oberascher München   | 290 kg  |
| 5   | St. Michael | es′′      | 1968     | Czudnochowsky Erding |         |